# Morska Brygada Obrony Narodowej

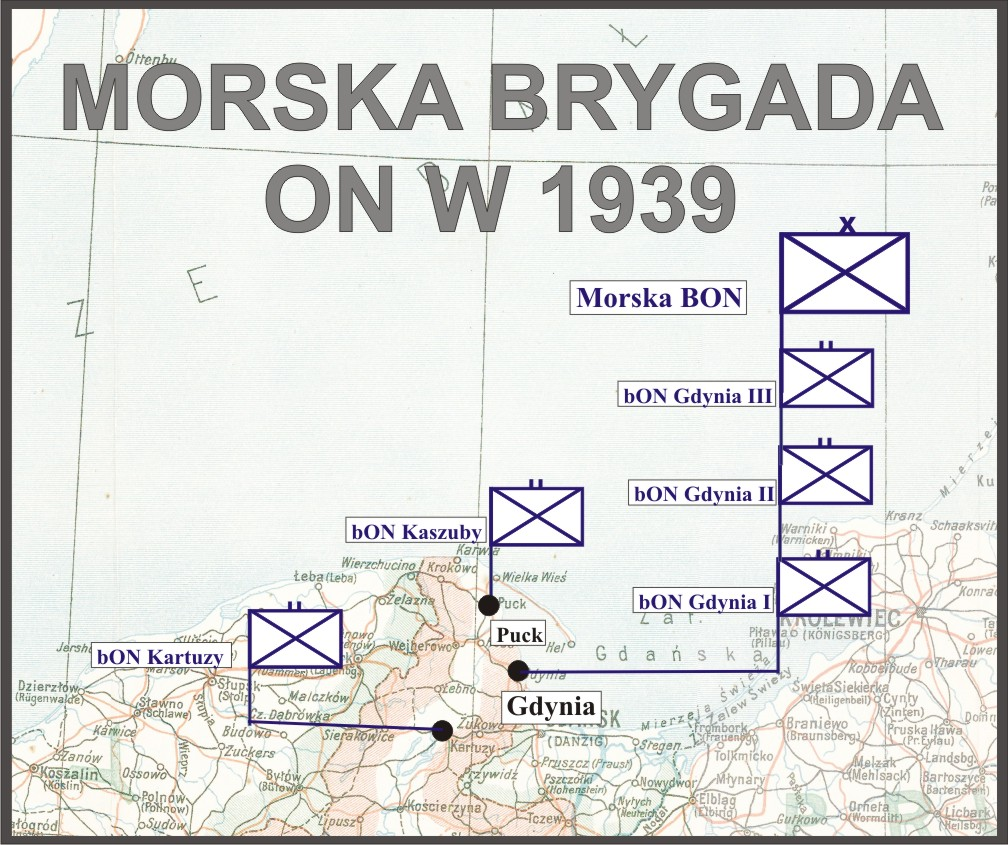
Morska Brygada ON

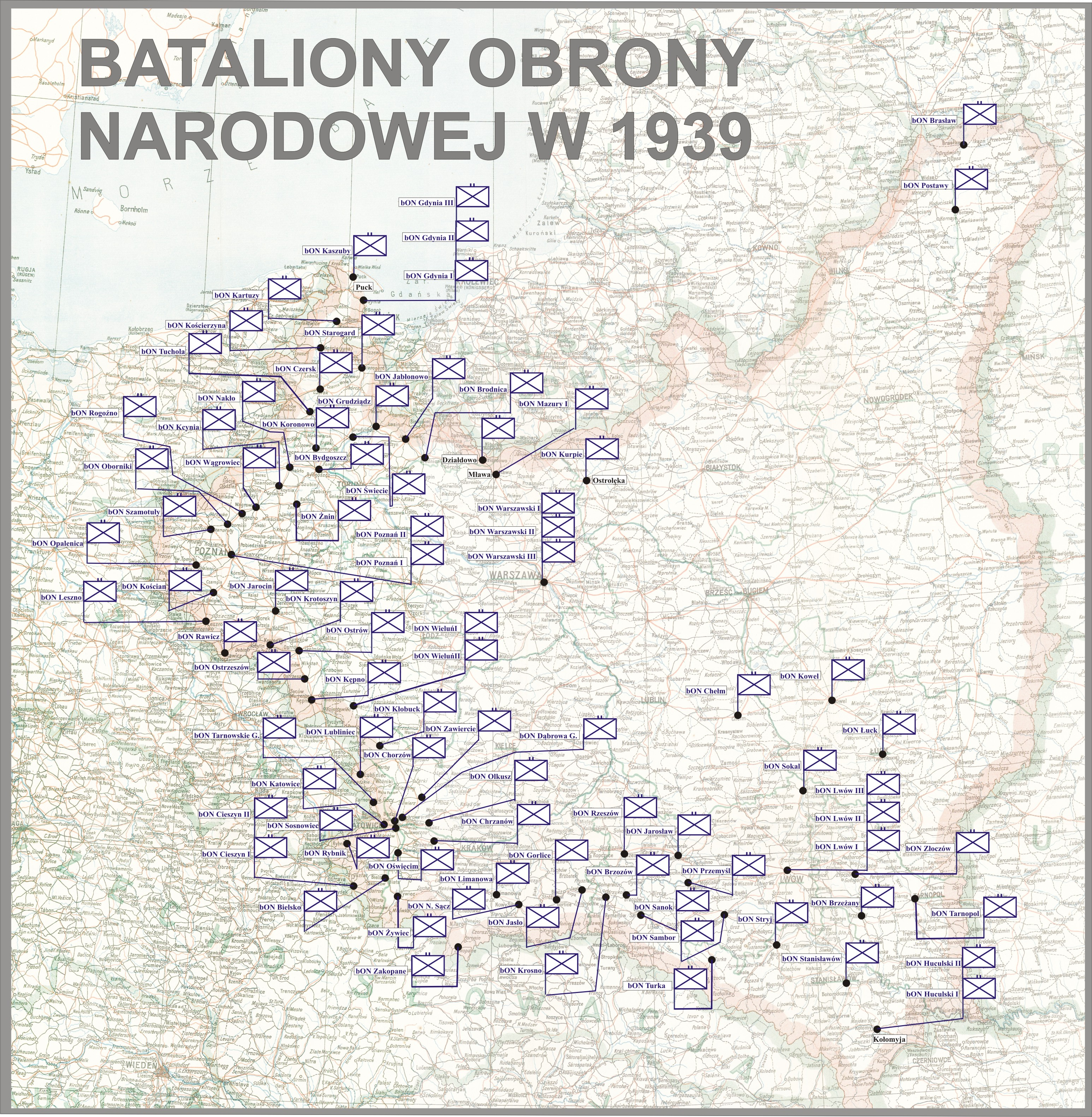
Obrona Narodowa w 1939

Morska Brygada Obrony Narodowej – brygada Obrony Narodowej Wojska Polskiego II Rzeczypospolitej.

## Historia brygady
Morska Brygada Obrony Narodowej została sformowana na podstawie rozkazu szefa Kierownictwa Marynarki Wojennej z dnia 30 czerwca 1937 roku. Organizatorem i pierwszym dowódcą brygady został podpułkownik Edmund Śmidowicz. Latem tego roku zostało utworzone dowództwo brygady, a jesienią cztery bataliony ON wchodzące w jej skład. Od 8 września 1937 roku dowódca brygady łączył swoje obowiązki z funkcją zastępcy dowódcy Obrony Wybrzeża Morskiego do spraw lądowych. W tym samym miesiącu nastąpiła zmiana na stanowisku dowódcy brygady. Nowym dowódcą Morskiej Brygady ON został pułkownik dyplomowany Józef Sas-Hoszowski. Brygada została bezpośrednio podporządkowana dowódcy Floty, a pod względem wyszkolenia taktycznego, dowódcy 16 Pomorskiej Dywizji Piechoty w Grudziądzu. Z kolei dowódca brygady był, pod względem wyszkolenia taktycznego, przełożonym wszystkich oddziałów wojska wchodzących w skład Marynarki Wojennej włącznie z morskimi batalionami strzelców i załogą Wojskowej Składnicy Tranzytowej na Westerplatte.
Pokojowa organizacja Morskiej Brygady ON w latach 1937-1938
- dowództwo Morskiej Brygady Obrony Narodowej w Gdyni
- I Gdyński batalion ON w Gdyni – mjr Stanisław Zaucha
- II Gdyński batalion ON w Gdyni – mjr Władysław Sikorski
- Kartuski batalion ON w Kartuzach – kpt. Marian Mordawski
- Kaszubski batalion ON w Pucku

19 marca 1938 roku, w Gdyni, została przeprowadzona koncentracja Morskiej Brygady ON, w której wzięło udział 1200 żołnierzy. W maju 1938 roku brygada została podporządkowana, pod względem inspekcji, generałowi do prac przy GISZ, generałowi brygady Władysławowi Bortnowskiemu.
W maju 1939 roku Dowództwo Morskiej Brygady ON zostało przeformowane na etat dowództwa brygady typu I, a bataliony ON: I Gdyński i Kartuski na etat batalionu ON typu IV.
W lipcu 1939 roku dotychczasowe Dowództwo Morskiej Brygady ON zostało przeformowane w Dowództwo Lądowej Obrony Wybrzeża. Dotychczasowy dowódca brygady został przeniesiony na stanowisko dowódcy Warszawskiej Brygady ON. Na stanowisko dowódcy Lądowej Obrony Wybrzeża został wyznaczony pułkownik Stanisław Dąbek.
Równocześnie, w węższym składzie osobowym, zostało utworzone nowe Dowództwo Morskiej Brygady ON. Dowódcą brygady został podpułkownik Stanisław Brodowski, dotychczasowy zastępca pułkownika Sas-Hoszowskiego. Stanowisko szefa sztabu brygady zachował major Jan Szymonowicz.
28 lipca 1939 roku wydano rozkazy w sprawie utworzenia III Gdyńskiego Batalionu ON oraz reorganizacji II Gdyńskiego Batalionu ON i Kaszubskiego Batalionu ON na bataliony typu IV. Do 31 sierpnia 1939 roku organizacja III Gdyńskiego Batalionu ON nie została zakończona.
Organizacja i obsada personalna Morskiej Brygady ON w sierpniu 1939 roku
- dowództwo Morskiej Brygady ON
- oddział zwiadowców
- I Gdyński batalion Obrony Narodowej
- II Gdyński batalion Obrony Narodowej
- III Gdyński batalion Obrony Narodowej
- Kartuski batalion Obrony Narodowej
- Kaszubski batalion Obrony Narodowej

Zgodnie z planem mobilizacyjnym „W” na bazie Dowództwa Morskiej Brygady ON, 2 Morski batalion strzelców w Gdyni mobilizował Dowództwo Lądowej Obrony Wybrzeża. Ten sam batalion strzelców był jednostką mobilizującą dla dwóch nowych jednostek, a mianowicie: 3 i 4 Morskiego Batalionu Strzelców. Dowództwo Lądowej Obrony Wybrzeża oraz 3 i 4 morskie bataliony strzelców były formowane w mobilizacji alarmowej, w grupie jednostek oznaczonych kolorem zielonym. Zawiązkami dla 3 i 4 morskich batalionów strzelców były I Gdyński batalion ON i Kartuski batalion ON. Ponadto 2 Morski batalion strzelców odpowiadał za mobilizację materiałową II Gdyńskiego batalionu ON, który pozostawał na etacie pokojowym. Podobnie było w przypadku Kaszubskiego Batalionu ON, który pozostawał na etacie pokojowym, a za jego mobilizację materiałową odpowiadał 1 Morski batalion strzelców w Wejherowie. Dla III Gdyńskiego batalionu ON nie zdążono wydać tabel mobilizacyjnych.

## Obsada personalna Dowództwa
Dowódcy brygady:
- ppłk Edmund Śmidowicz (1937)
- płk dypl. Józef Sas-Hoszowski (IX 1937 - VII 1939)
- ppłk piech. Stanisław Brodowski (VII - IX 1939)

Zastępca dowódcy brygady:
- ppłk piech. Stanisław Brodowski